# Военная история Греции

## Древняя Греция
- Около 1200 до н. э. — Троянская война
- 800 до н. э. — Мессенские войны
- 500—449 до н. э. — Греко-персидские войны
- 460—445 до н. э. — Малая Пелопоннесская война
- 431—404 до н. э. — Пелопоннесская война
- 395—387 до н. э. — Коринфская

- 830—1043 — Походы русов против Византии
  - 830 — Поход русов против Византии 830
  - 860 — Поход русов против Византии 860
  - 907 — Поход русов против Византии 907
  - 941 — Поход русов против Византии 941
  - 1024 — Поход русов против Византии 1024
  - 1043 — Поход русов против Византии 1043
- 970—971 — Русско-византийская война 970—971
- 1064—1260 — Византийско-сельджукские войны
- 1299—1453 — Византийско-османские войны

## 1453 — по настоящее время
- 1821—1831 — Греческая война за независимость
- 1897 — Первая греко-турецкая война
- 1912—1913 — Первая Балканская война
- 1913 — Вторая Балканская война
- 1917—1918 — Первая мировая война
- 1919—1921 — Вторая греко-турецкая война
- 1940—1941 — Итало-греческая война
- 1944—1949 — Гражданская война в Греции

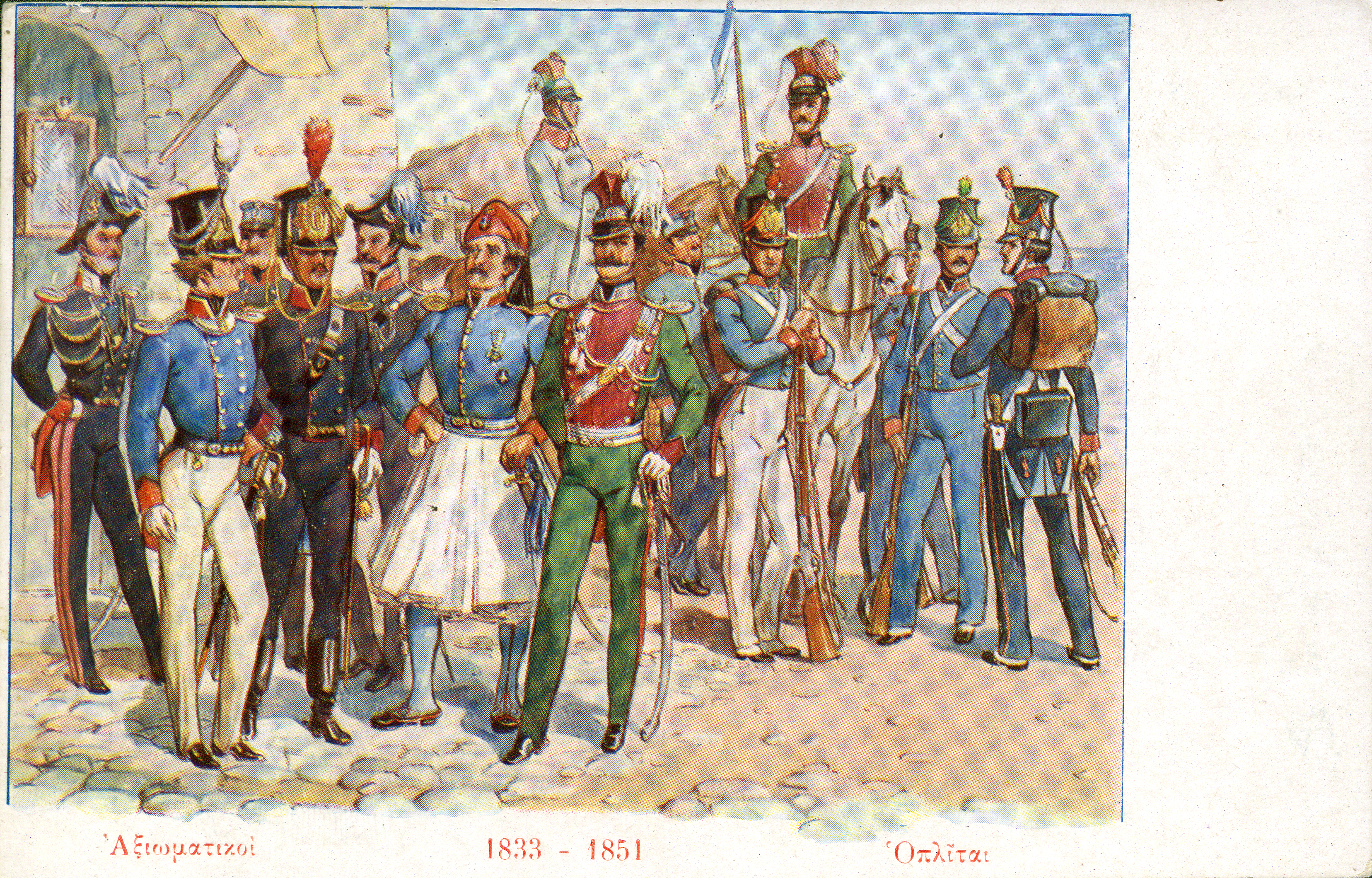
Униформа греческой армии, 1833—1851 годы

Создание подразделений регулярной армии на основе партизанских отрядов и ополчения началось в 1820-е годы в ходе войны за освобождение.

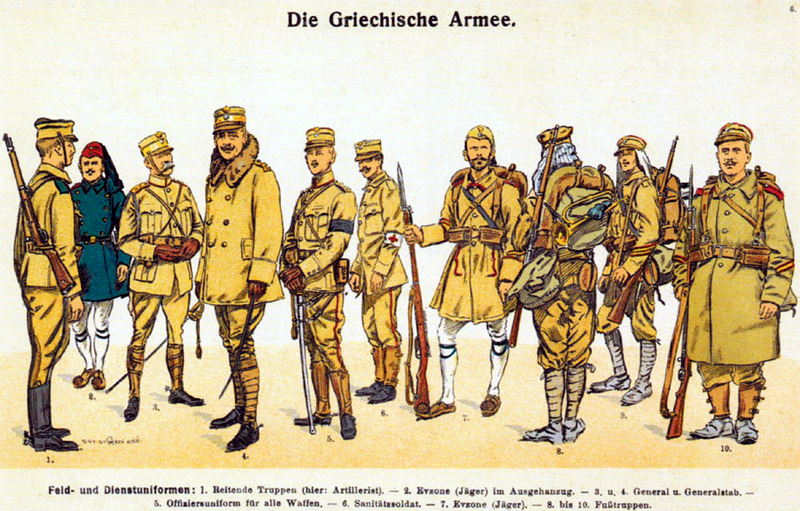
Поелвая униформа греческой армии, 1914 год

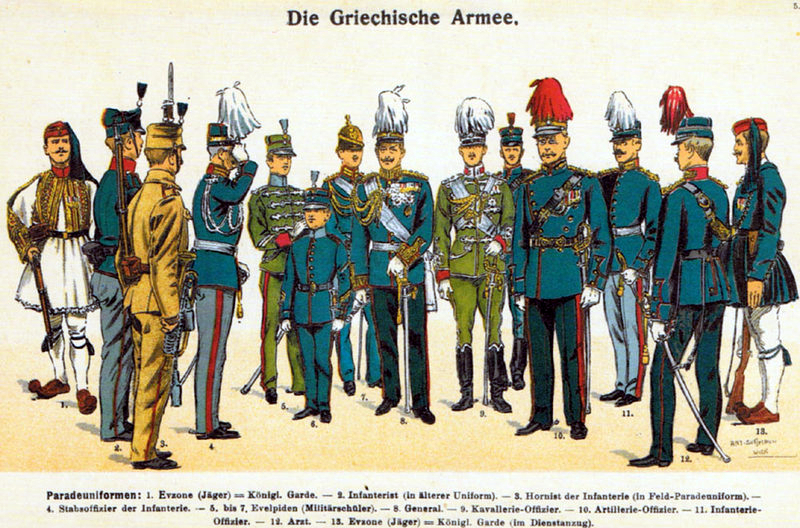
Парадная униформа греческой армии, 1914 год

После создания весной 1912 года Балканского союза, греческие войска участвовали в первой Балканской войне против Османской империи. Во второй Балканской войне летом 1913 года греческие войска воевали против Болгарии. После начала первой мировой войны Греция объявила о своём нейтралитете, однако в октябре 1914 года, воспользовавшись ситуацией на Балканах, греческие войска заняли Северный Эпир. 30 июня 1917 года Греция объявила войну Центральным державам и вступила в войну на стороне стран Антанты. После начала гражданской войны в России, греческие войска в составе войск Антанты приняли участие в военной интервенции против Советской России.
В 1919 году, с санкции союзников по Антанте, вооружённые силы Греции заняли город Смирну, а затем начали более широкое наступление на территории Турции, закончившееся поражением греческих войск.
В октябре 1925 года в районе города Петрич на линии болгаро-греческой границы имел место пограничный конфликт: после того, как 19 октября 1925 года болгарский пограничник застрелил греческого пограничника, правительство Греции направило ультиматум правительству Болгарии, а 22 октября 1925 года части VІ греческой дивизии без объявления войны пересекли границу и заняли десять сёл на территории Болгарии (Кулата, Чучулигово, Марино поле, Марикостиново, Долно Спанчево, Ново Ходжово, Пиперица и Лехово). Болгария заявила протест, на левом берегу реки Струма болгарские пограничники при содействии добровольцев из местного населения оборудовали оборонительные позиции и воспрепятствовали дальнейшему продвижению греческих войск, началось выдвижение к границе частей 7-й болгарской пехотной дивизии. 29 октября 1925 года греческие войска отступили с занятой территории Болгарии.
В 1936 году началось строительство укреплённой «линии Метаксаса».

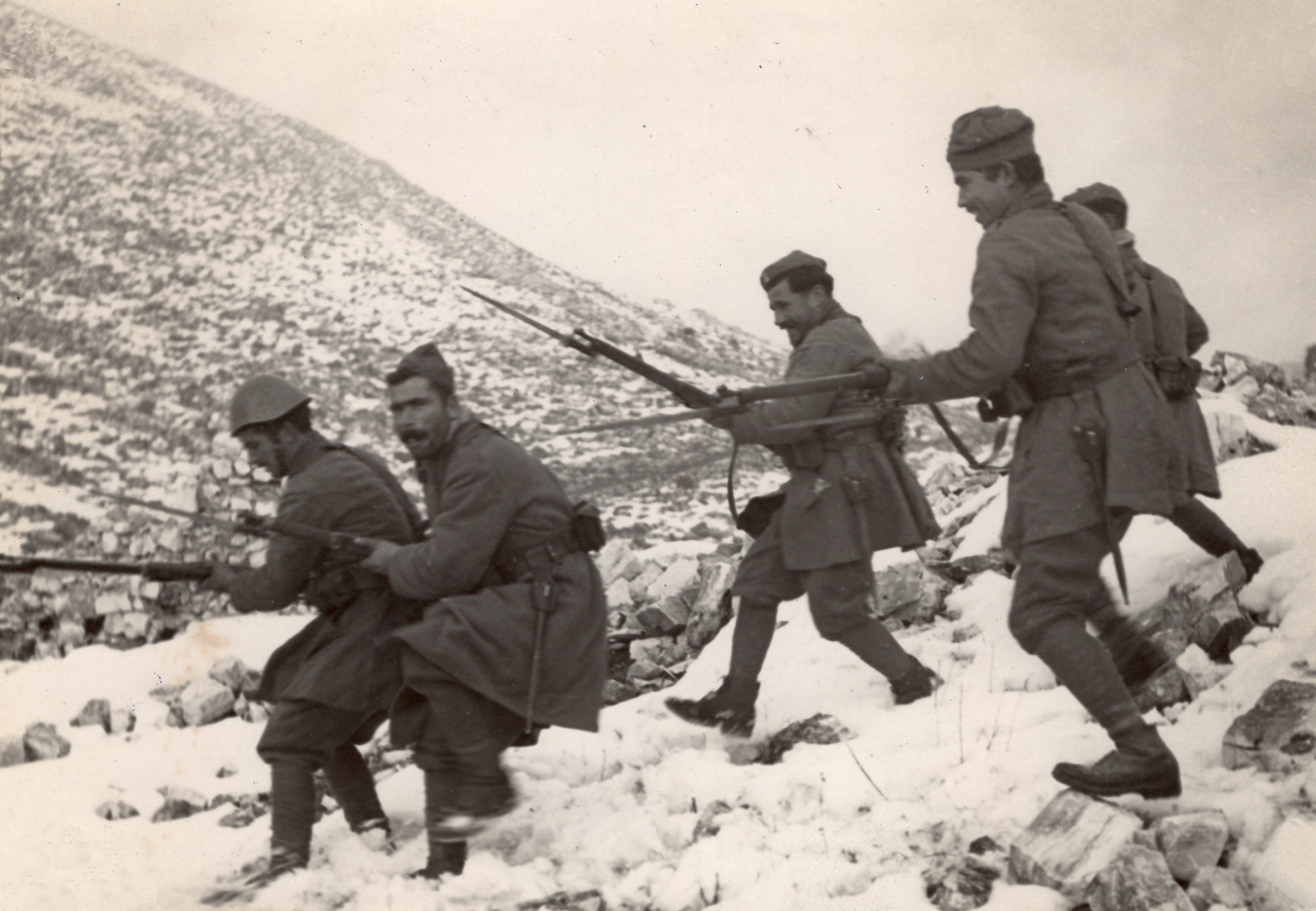
Эвзоны в итало греческой войне, зима 1940/41 годов

После капитуляции Франции летом 1940 года военно-политическая обстановка в Средиземноморье и на Балканах осложнилась. После нескольких инцидентов с обстрелами греческих кораблей и потопления 15 августа 1940 года греческого крейсера «Элли» на рейде острова Тинос итальянской подводной лодкой «Delfino», правительство Греции объявило мобилизацию. 28 октября 1940 года итальянские войска атаковали Грецию, однако в ходе боевых действий понесли потери и потерпели поражение. Греческая армия сумела занять плацдарм на территории оккупированной итальянцами Албании, однако весной 1941 года на помощь Италии пришли немецкие войска.
В ходе нового итало-немецкого наступления в апреле 1941 года греческая армия была разбита, а материковая Греция — оккупирована. Тем не менее, военнослужащие греческой армии продолжили сопротивление — в мае 1941 года они участвовали в обороне острова Крит. Кроме того, на территории Греции началась партизанская война, в которой принимали участие военнослужащие греческой армии. Также из греческих военнослужащих, сумевших выбраться из страны, и представителей греческой диаспоры были сформированы греческие вооружённые силы на Ближнем Востоке, которые вместе с британской армией сражались в Северной Африке и  в Италии.
В 1952 году Греция вступила в блок НАТО, в 1953 году правительство Греции разрешило размещение на территории страны военных баз США и НАТО.